# Tro Bro Leon 2023
La 40.ª edición de la clásica ciclista Tro Bro Leon fue una carrera en Francia que se celebró el 7 de mayo de 2023 con inicio en la ciudad de Plouguerneau y final en la ciudad de Lannilis sobre un recorrido de 204,1 kilómetros.
La carrera formó parte del UCI ProSeries 2023, calendario ciclístico mundial de segunda división, dentro de la categoría UCI 1.Pro y fue ganada por el italiano Giacomo Nizzolo del Israel-Premier Tech. Completaron el podio, como segundo y tercer clasificado respectivamente, el belga Arnaud De Lie del Lotto Dstny y neerlandés Nils Eekhoff del DSM.

## Equipos participantes
Tomaron parte en la carrera 22 equipos: 6 de categoría UCI WorldTeam invitados por la organización, 13 de categoría UCI ProTeam y 3 de categoría Continental. Formaron así un pelotón de 151 ciclistas de los que acabaron 116. Los equipos participantes fueron:
| WorldTeams (6)- AG2R Citroën Team - Cofidis - Groupama-FDJ - Intermarché-Circus-Wanty - Arkéa-Samsic - Team DSM ProTeams (13)- Bingoal WB - Bolton Equities Black Spoke Pro Cycling - Burgos-BH - Caja Rural-Seguros RGA - Equipo Kern Pharma - Euskaltel-Euskadi - Human Powered Health - Israel-Premier Tech - Lotto Dstny - Q36.5 Pro Cycling Team - Team Flanders-Baloise - TotalEnergies - Uno-X Pro Cycling Team Equipos continentales (3)- CIC U Nantes Atlantique - Nice Métropole Côte d'Azur - Saint Michel-Mavic-Auber 93 |
| |

## Clasificación final
- La clasificación finalizó de la siguiente forma:[3]

| \| Clasificación general \| Clasificación general \| Clasificación general \| Clasificación general \| Clasificación general \| \| Ciclista \| Ciclista \| Equipo \| Tiempo \| \| \| --------------------- \| --------------------- \| --------------------------- \| --------------------- \| --------------------- \| \| 1.º \| Giacomo Nizzolo \| Israel-Premier Tech \| 4 h 50 min 52 s \| \| \| 2.º \| Arnaud De Lie \| Lotto Dstny \| + 0 s \| \| \| 3.º \| Nils Eekhoff \| Team DSM \| + 0 s \| \| \| 4.º \| Eddy Finé \| Cofidis \| + 0 s \| \| \| 5.º \| Rasmus Tiller \| Uno-X Pro Cycling Team \| + 0 s \| \| \| 6.º \| Clément Venturini \| AG2R Citroën Team \| + 0 s \| \| \| 7.º \| Laurent Pichon \| Arkéa-Samsic \| + 0 s \| \| \| 8.º \| Florian Vermeersch \| Lotto Dstny \| + 5 s \| \| \| 9.º \| Thomas Gachignard \| Saint Michel-Mavic-Auber 93 \| + 5 s \| \| \| 10.º \| Samuel Watson \| Groupama-FDJ \| + 5 s \| \| |                    |                             |                 |
| |                    |                             |                 |
| Fuente: ProCyclingStats |                    |                             |                 |
| Clasificación general |                    |                             |                 |
| Ciclista | Ciclista           | Equipo                      | Tiempo          |
| 1.º | Giacomo Nizzolo    | Israel-Premier Tech         | 4 h 50 min 52 s |
| 2.º | Arnaud De Lie      | Lotto Dstny                 | + 0 s           |
| 3.º | Nils Eekhoff       | Team DSM                    | + 0 s           |
| 4.º | Eddy Finé          | Cofidis                     | + 0 s           |
| 5.º | Rasmus Tiller      | Uno-X Pro Cycling Team      | + 0 s           |
| 6.º | Clément Venturini  | AG2R Citroën Team           | + 0 s           |
| 7.º | Laurent Pichon     | Arkéa-Samsic                | + 0 s           |
| 8.º | Florian Vermeersch | Lotto Dstny                 | + 5 s           |
| 9.º | Thomas Gachignard  | Saint Michel-Mavic-Auber 93 | + 5 s           |
| 10.º | Samuel Watson      | Groupama-FDJ                | + 5 s           |

## Ciclistas participantes y posiciones finales
Convenciones:
- AB: Abandono
- FLT: Retiro por llegada fuera del límite de tiempo
- NTS: No tomó la salida
- DES: Descalificado o expulsado

## UCI World Ranking
La Tro Bro Leon otorgó puntos para el UCI World Ranking para corredores de los equipos en las categorías UCI WorldTeam, UCI ProTeam y Continental. Las siguientes tablas son el baremo de puntuación y los diez corredores que obtuvieron más puntos:
| Posición              | 1.º | 2.º | 3.º | 4.º | 5.º | 6.º | 7.º | 8.º | 9.º | 10.º | 11.º | 12.º | 13.º | 14.º | 15.º | 16.º-30.º | 31.º-40.º |
| Clasificación general | 200 | 150 | 125 | 100 | 85  | 70  | 60  | 50  | 40  | 35   | 30   | 25   | 20   | 15   | 10   | 5         | 3         |

| Clasificación |                    |                            |         |
| Posición      | Ciclista           | Equipo                     | General |
| ------------- | ------------------ | -------------------------- | ------- |
| 1.º           | Giacomo Nizzolo    | Israel-Premier Tech        | 200     |
| 2.º           | Arnaud De Lie      | Lotto Dstny                | 150     |
| 3.º           | Nils Eekhoff       | DSM                        | 125     |
| 4.º           | Eddy Finé          | Cofidis                    | 100     |
| 5.º           | Rasmus Tiller      | Uno-X                      | 85      |
| 6.º           | Clément Venturini  | AG2R Citroën               | 70      |
| 7.º           | Laurent Pichon     | Arkéa Samsic               | 60      |
| 8.º           | Florian Vermeersch | Lotto Dstny                | 50      |
| 9.º           | Thomas Gachignard  | Saint Michel-Mavic-Auber93 | 40      |
| 10.º          | Samuel Watson      | Groupama-FDJ               | 35      |